# English National Opera
La English National Opera (ENO) és una companyia d'òpera londinenca que té el seu origen en la que va ser la primera companyia operística anglesa a temps complet, la del Sadler's Wells Theatre, fundada per Lilian Baylis el 1931 en aquest teatre del nord de Londres
Entre els estrenes cal destacar el de Peter Grimes de Britten, que va tenir lloc el 1945 i va contribuir decisivament al renaixement de l'òpera anglesa. El 1968 la Sadler's Wells Opera es va traslladar al Teatre Coliseum, molt més gran i al cor del West End londinenc, i sis anys després va rebre el nom d'English National Opera.
En contraposició a la cèlebre Royal Opera, l'ENO té un caràcter més popular -els seus preus són menors i ofereix sempre les obres en versió anglesa- i davant del conservadorisme i la desfilada de divos del Covent Garden, aposta per dramatúrgies modernes i visions diferents de les obres de repertori.
Això li ha merescut el suport d'un públic jove i inquiet però també fortes crítiques de part de la premsa a alguns muntatges. Aquest va ser el cas del Don Giovanni de Bieito, una coproducció de la ENO, l'Òpera de Frankfurt i el Liceu del 30 de novembre de 2002. Així, el Don Giovanni de Bieito i el seu Ballo in maschera, una altra coproducció entre els dos teatres, fou un dels motius de la dimissió del fins llavors director artístic de la ENO, Nicholas Payne, encara que aquesta es va deure principalment a la certa crisi de públic que l'ENO patia des de feia algun temps i que li deixà un fort dèficit econòmic.